# Haringnet
Een haringnet was een enkelvoudig, rechthoekig, visnet. Dit net was ongeveer 30 meter lang en 15 meter breed. In zee uitgezet waren de maten overigens geringer. In de literatuur worden voor wat betreft de droge netten verschillende afmetingen genoemd die overigens onderling niet al te veel van elkaar afwijken. Een dergelijk haringnet werd niet afzonderlijk gebruikt, maar vormde een deel van een lange reeks met elkaar verbonden netten die samen een vleet werden genoemd. Een vleet maakte als attribuut deel uit van de vleetvisserij op haring. 
De met elkaar verbonden netten werden vanaf een vissersschip - eerder de bomschuit en de buis, later de logger en de sloep - in zee uitgezet waarna ze gezamenlijk in zee afhingen als een gordijn van enkele kilometers. Een vleet bleef met het schip verbonden door middel van een zware lijn, de reep, waaraan alle netten vastzaten. Het geheel van een vleet werd oorspronkelijk drijvend gehouden door een groot aantal op afstand van elkaar bevestigde houten drijvers, die breels werden genoemd. Later maakten de breels plaats voor ballonachtige drijvers, die blazen heetten. 
Bij de vleetvisserij was sprake van een passieve vorm van visserij. De netten werden in zee uitgezet; dit werd het 'schieten' van de vleet genoemd. Het vissersvaartuig lag vervolgens in afwachting stil doordat het min of meer in evenwicht was met zijn in zee afhangende - of zo men wil in zee staande - vleet. Na een achttal uren werden de netten binnengehaald; dit werd bestempeld als het 'halen' van de vleet. De mazen waaruit een haringnet was opgebouwd, waren zodanig van grootte dat een haring die erin belandde zich vervolgens vastzwom. Hij kon niet door een maas heen, maar ook niet terug vanwege zijn kieuwen die achter het katoen van de maas bleven haken.
De oorsprong van het haringnet is niet duidelijk; relevante literatuur vermeldt dat in 1416 te Hoorn het eerste grote haringnet werd gebreid. Daarbij is niet aangegeven hoe groot dit is geweest. Het gegeven maakt duidelijk hoe oud een dergelijke visserij al is; het belang ervan wordt in verschillende naslagwerken beschreven.
De genoemde visserij is eeuwenlang ongewijzigd gebleven, evenals de typen vissersschepen die ervoor in gebruik waren. Zowel de komst van andersoortige netten - niet meer vervaardigd van hennep maar van katoen - als een wijziging in de Visserijwet van 1857 en de komst van een nieuw type vissersschip, de logger, brachten een ommekeer teweeg in de wereld van de vooral Hollandse haringvisserij met de vleet. Een daaropvolgende ontwikkeling was de invoering van het principe van de zogeheten Schotse vleet, die ook wel 'drijfvleet' werd genoemd. Deze ging in veel gevallen de plaats innemen van de zogeheten Hollandse vleet, die 'zinkvleet' was geheten. Het principe kwam erop neer dat de Schotse vleet hoger in zee stond dan de Hollandse. Dit had te maken met de bevestiging van de netten ten opzichte van de reep waaraan ze waren verbonden. Tot kort na de Tweede Wereldoorlog was de haringvisserij gericht op de daaropvolgende exporthandel in pekelharing. 
Het is een misverstand, te denken dat haringnetten werden vervaardigd door boetsters. Deze repareerden of boetten slechts de gaten of scheuren die tijdens het vissen in de netten waren ontstaan. Het vervaardigen van haringnetten betrof fabrieksarbeid.